# Gem (Kansas)
Gem é uma cidade localizada no estado americano de Kansas, no Condado de Thomas.

## Demografia
Segundo o censo americano de 2000, a sua população era de 96 habitantes.
Em 2006, foi estimada uma população de 90, um decréscimo de 6 (-6.3%).

## Geografia
De acordo com o United States Census Bureau tem uma área de
0,8 km², dos quais 0,8 km² cobertos por terra e 0,0 km² cobertos por água. Gem localiza-se a aproximadamente 943 m acima do nível do mar.

## Localidades na vizinhança
O diagrama seguinte representa as localidades num raio de 36 km ao redor de Gem.